# Волковецкий, Степан Васильевич
Степа́н Васи́льевич Волкове́цкий (укр. Степан Васильович Волковецький; род. 30 января 1947, село Витвица, Станиславская область) — украинский государственный и политический деятель, дипломат, Чрезвычайный и полномочный посол Украины в Грузии (1998—2003) и Азербайджане (2005—2008), председатель Ивано-Франковского областного совета (1992—1998), председатель Ивано-Франковской областной государственной администрации (1995—1997), народный депутат Украины 1-го и 2-го созыва.

## Биография
Родился 30 января 1947 года в селе Витвица, в крестьянской семье
В 1969 году окончил физический факультет Львовского государственного университета по специальности «радиофизик».
В 1969 году был лаборантом научно-исследовательского института физических проблем (г. Москва), с 1969 по 1971 год работал инженером «ВНИИасбестпроект» (г. Асбест Свердловской области).
С 1971 по 1973 год проходил службу в рядах Советской армии, служил на Камчатке. После возвращения из армии в 1971 году продолжил работу во «ВНИИасбестпроекте». С 1972 по 1975 год учился в аспирантуре Московского горного института (сегодня — Горный институт НИТУ «МИСиС»), где в 1976 году защитил диссертацию и получил научное звание кандидата технических наук, тема диссертации — «Исследование физических свойств асбестовых руд и разработка метода оценки их качества». С 1975 по 1976 год был младшим научным сотрудником Московского горного института, с 1976 по 1978 год — старшим научным сотрудником «ВНИИасбестпроекта».
С 1978 года работал в Ивано-Франковском институте нефти и газа, где с 1978 по 1979 год был ассистентом кафедры физики, с 1979 по 1981 год — старшим преподавателем, с 1981 года — доцентом кафедры высшей математики.
С 1989 года был членом Народного руха Украины, заместителем председателя краевого совета НРУ.
В 1990 году в ходе первых альтернативных парламентских выборов в Украинской ССР был выдвинут кандидатом в народные депутаты трудовым коллективом совхоза «Путь Ленина», 4 марта 1990 года в первом туре был избран народным депутатом Верховного совета Украинской ССР XII созыва (в дальнейшем — Верховной рады Украины I созыва) от Долинского избирательного округа № 200 Ивано-Франковской области, набрал 58,21 % голосов среди 6 кандидатов. В парламенте входил в депутатскую группу «Народна рада», был членом Конгресса национально-демократических сил.
10 декабря 1992 года стал председателем Ивано-Франковского областного совета, его предшественник Николай Яковина стал первым заместителем министра культуры Украины, занимал эту должность по март 1998 года. Одновременно с июля 1994 по июль 1995 года являлся председателем Ивано-Франковского облисполкома.
С 10 июля 1995 по 26 февраля 1997 года — председателель Ивано-Франковской областной государственной администрации.
На парламентских выборах 1994 года был избран народным депутатом Верховной рады Украины II созыва от Долинского избирательного округа № 199 Ивано-Франковской области, набрал 61,2 % голосов среди 6 кандидатов.
С 27 марта 1998 по 18 июня 2003 года — Чрезвычайный и Полномочный Посол Украины в Грузии.
С 21 ноября 2005 по 15 апреля 2008 года — Чрезвычайный и Полномочный Посол Украины в Азербайджане.
С 2009 года является главой Ивано-Франковского областного объединения Всеукраинского общества «Просвещение» имени Тараса Шевченко
Награждён орденом «За заслуги» III (1997) и II степени (2009), юбилейной медалью «25 лет независимости Украины» (2006).

## Личная жизнь
Женат, имеет двоих сыновей.